# Банда Жукунова — Бакина
Банда Жукунова—Бакина — преступная группа, орудовавшая в 1997 году в Брянской области Российской Федерации и Сумской области Украины.

## История создания банды
Банда состояла всего лишь из двух человек — Григория Николаевича Жукунова, 1963 года рождения, и Константина Анатольевича Бакина, 1966 года рождения. Жукунов некогда служил во внутренних войсках МВД СССР, владел приёмами восточных единоборств. Жукунов был четырежды судим за грабежи, разбои и убийство. Именно отбывая свой последний срок, Жукунов и познакомился с Бакиным. Бакин также был неоднократно судим за кражи и злостное хулиганство. Жукунов был в банде лидером, а Бакин — ведомым. Бандиты жили в посёлке Белая Берёзка Брянской области, расположенного на самой границе с Украиной, и именно там они и совершили первое преступление.

## Преступления банды
Первым преступлением банды стала кража в доме местного предпринимателя Евгения Кононова, совершённая по наводке одного из знакомых последнего. Жукунов и Бакин проникли в дом через чердачное окно, зная заранее, что хозяин с семьёй будет отсутствовать ещё долго. Воры похитили из дома технику, охотничьи ружья из сейфа, а также домашний видео- и фотоархив Кононова. Кононов обратился с заявлением о краже в милицию, но той не удалось установить личности преступников. Тогда предприниматель лично решил найти воров, и через некоторое время ему это удалось, однако к тому времени Бакин и Жукунов бежали из деревни и скрывались в брянских лесах. Кононов развесил по всему посёлку листовки о поиске беглых преступников.
Жукунов и Бакин питали патологическую ненависть к людям более высокого достатка, нежели они сами. Весь архив Кононова, похищенный бандитами из его дома, был сожжён ими. Таким образом они представляли, что это сгорает дом Кононова вместе с его семьёй.
1 мая 1997 года, на берегу реки, расположенной неподалёку от Белой Берёзки, Жукунов и Бакин увидели отдыхавших компаньона Кононова по бизнесу Сергея Приходько и его подругу Галину Бодунову. Бандиты предложили Приходько и Бодуновой выпить мировую, чтобы больше не ссориться, после чего расстреляли их, погрузили тела в машину Приходько, и столкнули в реку. Машина была обнаружена лишь после длительных поисков с привлечением водолазов.
3 мая 1997 года Жукунов и Бакин совершили покушение на Кононова. Через окно его дома, напротив которого сидел Кононов, они произвели выстрел картечью из обреза. Предприниматель получил множественные ранения, но остался жив. Бакин и Жукунов решили скрыться на Украине, в граничащей с Брянской Сумской области. Они неделями жили в лесах, охотились на диких зверей. Всякий раз, перед тем, как зайти в какой-либо населённый пункт, они обстоятельно изучали карту местности, наблюдали за жизнью в нём через бинокль.
Через несколько дней после бегства бандиты совершили новое преступление. Когда они отдыхали в одном из притонов в селе Неплюево возле границы Украины с Россией, туда с проверкой зашёл капитан украинской милиции Рякун. Жукунов убил его выстрелом из обреза, затем вместе с Бакиным они похитили его знакомую, затащили в лес, изнасиловали и убили.
На розыск бандитов были брошены силы СОБРа и ОМОНа: они постоянно держали засады возле сельских магазинов и дома Кононовых. Над лесными массивами постоянно барражировали вертолёты, милиционеры Брянской области и российские пограничники находились в постоянном контакте со своими украинскими коллегами: милиционерами Сумской области и сотрудниками пограничной службы Украины. Тем временем Кононов вышел из больницы и отправился на поиски бандитов по лесам. Он несколько раз выходил на их след, но в последний момент Жукунову и Бакину удавалось скрываться в болотах и чащобах. Бандиты стали более осторожными — они старались не показываться на глаза деревенским жителям, уже знавшим об их кровавых похождениях. Суземская районная газета «Рассвет» даже опубликовала интервью с женой Жукунова, которая называла его «добрым, мягким и домашним». Через неделю после публикации интервью бандиты вновь совершили изнасилование и убийство девушки. Жукунов и Бакин намеревались навсегда уйти из брянских лесов на Украину, но до этого они решили отомстить Евгению Кононову.

## Арест, следствие и суд
Сотрудники правоохранительных органов организовали засаду у дома Кононова в Белой Берёзке. 29 июля 1997 года бандиты попытались незаметно пробраться на территорию придомовой территории, но сработала сигнализация. Жукунов и Бакин побежали к соседнему дому. Выбежавший за ними Кононов стал стрелять из ружья, тяжело ранив Жукунова. Последний закричал: «Костя, не бросай!». Бакин затащил Жукунова в дом и попытался взять в заложники женщину, но не успел. Бакин был задержан, а Жукунов был доставлен в больницу, где через несколько часов скончался на операционном столе от больших кровопотерь.
Вскоре Бакин дал признательные показания и подтвердил своё участие во всех преступлениях. 21 сентября 1998 года Брянский областной суд приговорил Константина Бакина к пожизненному лишению свободы в колонии особого режима. Он был этапирован в колонию «Чёрный дельфин».